# Nandina
Nandina is de botanische naam voor een monotypisch geslacht van struiken uit de berberisfamilie (Berberidaceae). Het geslacht telt slechts één soort (Nandina domestica), die in China en Japans inheems is.
Voor de kenmerken van dit geslacht, zie de soortbeschrijving.
... · 
Berberis · 
Epimedium · 
Gymnospermium · 
Mahonia · 
Nandina · 
Podophyllum · 
...